# Eupithecia pallifasciata
Eupithecia pallifasciata là một loài bướm đêm trong họ Geometridae.